# Voulez-vous (Bonnie St. Claire)
Voulez-vous (Yes I do, I love you) is een single van Bonnie St. Claire & Unit Gloria. Het is afkomstig van hun album The rock goes on. Het album bevat ook de grootste hit van deze combinatie Clap your hands and stamp your feet. Het tweetalige (Engels en Frans) nummer is geschreven en geproduceerd door Peter Koelewijn in zijn bekende rockstijl.
De single kreeg in Nederland B-kant That’s my Music van hetzelfde album, maar kreeg in de Scandinavische landen als B-kant I surrender een nummer van Bonnie zonder Unit Gloria.
Op The rock goes on stond ook een cover van Is everybody happy, een eerdere hit van Jackpot.

## Musici
- Bonnie St. Claire (Cornelia Swart) - zang
- Mouse (Albert Hol) – gitaar
- Ed Swanenberg – basgitaar
- Meep (Gerrit Hol) – slagwerk

## Hitnotering

### Nederlandse Top 40
| Hitnotering: week 12 t/m 18 in 1974 | Hitnotering: week 12 t/m 18 in 1974 | Hitnotering: week 12 t/m 18 in 1974 | Hitnotering: week 12 t/m 18 in 1974 | Hitnotering: week 12 t/m 18 in 1974 | Hitnotering: week 12 t/m 18 in 1974 | Hitnotering: week 12 t/m 18 in 1974 | Hitnotering: week 12 t/m 18 in 1974 |
| Week:                               | 1                                   | 2                                   | 3                                   | 4                                   | 5                                   | 6                                   |                                     |
| ----------------------------------- | ----------------------------------- | ----------------------------------- | ----------------------------------- | ----------------------------------- | ----------------------------------- | ----------------------------------- | ----------------------------------- |
| Positie:                            | 38                                  | 25                                  | 21                                  | 23                                  | 29                                  | 35                                  | uit                                 |

### NederlandseDaverende 30
| Hitnotering: 13-4-1974 t/m 26-4-1974 | Hitnotering: 13-4-1974 t/m 26-4-1974 | Hitnotering: 13-4-1974 t/m 26-4-1974 | Hitnotering: 13-4-1974 t/m 26-4-1974 |
| Week:                                | 1                                    | 2                                    |                                      |
| ------------------------------------ | ------------------------------------ | ------------------------------------ | ------------------------------------ |
| Positie:                             | 23                                   | 23                                   | uit                                  |

### BelgischeBRT Top 30
| Hitnotering: 4-5-1974 t/m 10-5-1974 | Hitnotering: 4-5-1974 t/m 10-5-1974 | Hitnotering: 4-5-1974 t/m 10-5-1974 |
| Week:                               | 1                                   |                                     |
| ----------------------------------- | ----------------------------------- | ----------------------------------- |
| Positie:                            | 14                                  | uit                                 |